# Minha Vida (álbum de Mylla Karvalho)
Minha Vida é o terceiro álbum ao vivo da cantora brasileira Mylla Karvalho, lançado em 7 de abril de 2012 de forma Independente.
A produção do material leva a assinatura do irmão da cantora e produtor musical do ministério, Milson Karvalho que também assinou todas as composições do álbum. Em 15 de janeiro de 2013, a cantora lançou o primeiro single da obra "Minha Vida", que ganhou um videoclipe. O segundo single, "Deus da Cura", foi divulgado em 9 de julho do mesmo ano.

## Gravação e canções
Gravado em março de 2012 na Igreja de Cristo em Marabá no PA, lugar de origem da cantora, o disco desmistifica qualquer estereótipo de cantora religiosa de calypso. O trabalho de Mylla transita, além do calypso, em gêneros como o pop e até o característico pentecostal, O repertório conta com 12 faixas. A faixa-título, "Minha Vida", conta com tônica congregacional. Aqui Karvalho é acompanhada apenas pelo piano na maior parte da canção, acompanhada pelos outros instrumentos no refrão e um belo solo de guitarra. O disco também conta com faixas calypso, marcados pela forte presença de guitarras e metais. Se Joga é uma espécie de continuação "Eu Acredito em Deus" e "Tudo É Possível ao que Crê", vêm para reforçar o estilo que Mylla melhor do que ninguém sabe interpretar. "É de Jesus", por sua vez, traz o o zouk e o carimbó. Com uma produção equilibrada, a artista vai pelo congregacional com "Dia da Tua Vitória", mesmo repetindo os clichês do gênero.
Este contorno é continuado no disco. Com "Deus da Cura", Mylla realmente mostra que não se limita apenas ao seu estilo de origem e nem se intimida com interpretações mais vigorosas. "Ainda Estou de Pé" e "Teu Amor" são canções numa mescla de pop e congregacional. "Servo do Teu Amor", com a participação da cantora Adaylma Assis, é contemplativa e se constrói com a exaltação ao nome de Jesus. "Consumado", por sua vez, é sobre a salvação alcançada pelo sacrifício de Jesus Cristo ao se entregar à crucificação, uma entrega diária que o cristão deve fazer. 	
O disco registra o crescimento artístico de Mylla Karvalho, e "Todo Ser que Respira", que fecha o registro, faz jus ao fato da cantora ser bastante querida entre os jovens com canções bem animadas. A produção do material leva a assinatura do irmão da cantora e produtor musical do ministério, Milson Karvalho que também assinou todas as composições do álbum.

## Lista de faixas
| N.º            | Título                       | Compositor(es)  | Duração |  |
| 1.             | "Minha Vida"                 | Milson Karvalho | 4:34    |  |
| 2.             | "Se Joga"                    | Milson Karvalho | 3:52    |  |
| 3.             | "Eu Acredito em Deus"        | Milson Karvalho | 3:31    |  |
| 4.             | "É de Jesus"                 | Milson Karvalho | 3:45    |  |
| 5.             | "Dia da Tua Vitória"         | Milson Karvalho | 4:13    |  |
| 6.             | "Deus da Cura"               | Milson Karvalho | 3:45    |  |
| 7.             | "Ainda Estou de Pé"          | Milson Karvalho | 5:37    |  |
| 8.             | "Teu Amor"                   | Milson Karvalho | 3:59    |  |
| 9.             | "Tudo É Possível ao que Crê" | Milson Karvalho | 3:24    |  |
| 10.            | "Servo do Teu Amor"          | Milson Karvalho | 4:11    |  |
| 11.            | "Consumado"                  | Milson Karvalho | 5:44    |  |
| 12.            | "Todo Ser que Respira"       | Milson Karvalho | 4:13    |  |
| Duração total: | Duração total:               | Duração total:  | 51:35   |  |